# Левинский, Якуб
Якуб Валенты Левинский (18 октября 1792, Варшава — 17 декабря 1867, Париж) — польский государственный, политический и военный деятель. Бригадный генерал, участник Польского восстания (1830).

## Биография
Из польских евреев. Предками Я. Левинского были франкисты.
В 15-летнем возрасте вступил в армию Варшавского герцогства. В 1808 году получил чин подпоручика, в 1809 году — поручика, капитан — в 1811 году.
Участник Наполеоновских войн. В 1812 году служил в кавалерии. После поражения Наполеона вернулся в Польшу в звании подполковника. Позже, на службе Российской империи. В 1815 году был назначен начальником штаба кавалерии армии Царства Польского.
Участник ноябрьского восстания. Присоединившись к повстанцам, взял на себя организацию кавалерии инсургентов. В июне 1831 года получил чин бригадного генерала.
После подавления восстания, бежал в Пруссию. Вернулся на родину в 1832 году. Тогда же вышел в отставку и отправился в Париж.
Окончательно поселился в Варшаве после 1834 года. Работал сперва в Дирекции дорог и мостов.
Был членом Государственного совета Царства Польского, с 1861 года — советник в столичных властей.
Автор мемуаров.
Умер в Париже во время посещения Всемирной выставки (1867).
Похоронен на кладбище Старые Повонзки в Варшаве.